# 森屋さちよ
森屋 チェリー さちよ（もりや チェリー さちよ、1月9日 - ）は、日本の女優、声優。神奈川県出身。旧名は守屋 佐智代、森屋さちよ（共に読み同じ）。
トゥインクル・コーポレーション所属。かつてはヴィーヴ、うぃなぁエンタテイメントに所属していた。また、槇大輔が代表を務める「語座」の座員でもあった。映像テクノアカデミア卒

## 主な出演作品

### テレビアニメ
- カウ&チキン
- ビリー&マンディ（マンディ、ニューマンディ、タイトルコール）
  - 邪悪なコンカルネ（女）
  - ビリー&マンディの大冒険（マンディ、マンディロイド）
- フォスターズ・ホーム（マンディ）

### ラジオ
- Seaside Caf'e Thursday

### CM
- 東芝 かわりばん庫
- 全国信用金庫協会

### TV
- カスペ! フジ銀行芸能人査定係（フジテレビ）
- 小林賢太郎テレビ3　～ポツネンと日本語～（NHK BSプレミアム）2011年

### 舞台
- 朝に死す
- 陽のあたる場所へ ※十人十彩プロデュース公演
- 振り子とチーズケーキ(2013) - 声の出演

### その他
- カートゥーン ネットワークスポットCM（マンディ）